# 1962年全米選手権 (テニス)
1962年 全米選手権（1962ねんぜんべいせんしゅけん）に関する記事。

## 概要
- ロッド・レーバーが史上2人目・1938年ドン・バッジ以来24年ぶりとなる年間グランドスラムを達成。1962年度のレーバーの4大大会シングルス成績は以下の通りである。
  - 全豪選手権決勝　ロイ・エマーソン（オーストラリア）　8-6, 0-6, 6-4, 6-4
  - 全仏選手権決勝　ロイ・エマーソン（オーストラリア）　3-6, 2-6, 6-3, 9-7, 6-2
  - ウィンブルドン選手権決勝　マーティン・マリガン（オーストラリア）　6-2, 6-2, 6-1
  - 全米選手権決勝　ロイ・エマーソン（オーストラリア）　6-2, 6-4, 5-7, 6-4

## シード選手

### 男子シングルス
1. ロッド・レーバー　（初優勝）
2. ロイ・エマーソン　（準優勝）
3. チャック・マッキンリー　（ベスト4）
4. ラファエル・オスナ　（ベスト4）
5. フレッド・ストール　（2回戦）
6. ヤン＝エリック・ルンドクイスト　（3回戦）
7. ニコラ・ピエトランジェリ　（1回戦、不戦敗）
8. フランク・フローリング　（ベスト8）

### 女子シングルス
1. マーガレット・スミス　（初優勝）
2. カレン・サスマン　（3回戦）
3. マリア・ブエノ　（ベスト4）
4. ベラ・スコバ　（ベスト8）
5. ダーリーン・ハード　（準優勝）
6. レネ・シュールマン　（3回戦）
7. レスリー・ターナー　（4回戦）
8. サンドラ・レイノルズ　（ベスト8）

## 大会経過

### 男子シングルス
準々決勝
- ロッド・レーバー vs.  フランク・フローリング　6-3, 13-11, 4-6, 6-3
- ラファエル・オスナ vs.  ゴードン・フォーブズ　6-4, 6-4, 7-5
- ロイ・エマーソン vs.  アンドリュー・ロイド　6-1, 6-1, 6-3
- チャック・マッキンリー vs.  ハミルトン・リチャードソン　6-2, 6-2, 6-8, 6-4

準決勝
- ロッド・レーバー vs.  ラファエル・オスナ　6-1, 6-3, 6-4
- ロイ・エマーソン vs.  チャック・マッキンリー　4-6, 6-4, 6-3, 6-2

### 女子シングルス
準々決勝
- マーガレット・スミス vs.  サンドラ・レイノルズ　6-3, 6-3
- マリア・ブエノ vs.  ドナ・フロイド　6-1, 6-3
- ビクトリア・パーマー vs.  グウィネス・トーマス　6-4, 2-6, 6-2
- ダーリーン・ハード vs.  ベラ・スコバ　6-2, 6-1

準決勝
- マーガレット・スミス vs.  マリア・ブエノ　6-8, 6-3, 6-4
- ダーリーン・ハード vs.  ビクトリア・パーマー　6-2, 6-3

## 決勝戦の結果
- 男子シングルス： ロッド・レーバー vs.  ロイ・エマーソン　6-2, 6-4, 5-7, 6-4
- 女子シングルス： マーガレット・スミス vs.  ダーリーン・ハード　9-7, 6-4
- 男子ダブルス： ラファエル・オスナ＆ アントニオ・パラフォックス vs.  チャック・マッキンリー＆ デニス・ラルストン　6-4, 10-12, 1-6, 9-7, 6-3
- 女子ダブルス： ダーリーン・ハード＆ マリア・ブエノ vs.  ビリー・ジーン・モフィット＆ カレン・サスマン　4-6, 6-3, 6-2
- 混合ダブルス： フレッド・ストール＆ マーガレット・スミス vs.  フランク・フローリング＆ レスリー・ターナー　7-5, 6-2

## 大会の流れ
- 1881年から1967年まで、全米選手権は各部門が個別の名称を持ち、大会会場も別々のテニスクラブで開かれた。これが他の3つのテニス4大大会と大きく異なる点である。
  - 男子シングルス　名称：全米シングルス選手権（U.S. National Singles Championship）／会場：ニューヨーク市クイーンズ区フォレストヒルズ、ウエストサイド・テニスクラブ　（1924年-1977年）
  - 女子シングルス　名称：全米女子シングルス選手権（U.S. Women's National Singles Championship）／会場：フォレストヒルズ、ウエストサイド・テニスクラブ　（1921年-1977年）
  - 男子ダブルス　名称：全米ダブルス選手権（U.S. National Doubles Championship）／会場：マサチューセッツ州ボストン市、ロングウッド・クリケット・クラブ　（1946年-1967年まで）
  - 女子ダブルス　名称：全米女子ダブルス選手権（U.S. Women's National Doubles Championship）／会場：ボストン、ロングウッド・クリケット・クラブ　（1946年-1967年まで）
  - 混合ダブルス　名称：全米混合ダブルス選手権（U.S. Mixed Doubles Championship）／会場：フォレストヒルズ、ウエストサイド・テニスクラブ　（1942年-1977年）
- 1967年までは、男子ダブルス・女子ダブルスの2部門がボストンの「ロングウッド・クリケット・クラブ」で開かれ、他の3部門（男女シングルス・混合ダブルス）はフォレストヒルズで行われた。